# Shruti del Nepal
Shruti del Nepal (nome completo: Shruti Rajya Lakshmi Devi Shah del Nepal; Katmandu, 15 ottobre 1976 – Chhauni, 1º giugno 2001) fu l'unica figlia femmina del re Birendra del Nepal e della regina Aishwarya Rajya Lakshmi Devi, nonché sorella del re Dipendra e del principe Nirajan.

## Biografia
La principessa Shruti studiò a Kanti Ishwari Sishu Vidhyalaya, al St. Mary's Convent in Nepal e successivamente al Mayo Girls College ad Ajmer, in India. Completò il bachelor's degree al Padma Kanya Campus in Nepal. Sposò Kumar Gorakh Shamsher Jang Bahadur Rana, un membro della famiglia aristocratica dei Rana del Nepal, discendente di Chandra Shamsher Jang Bahadur Rana, maharaja di Lambjang e Kaski. Contribuì all'arte (per cui fu abbastanza famosa) e alla letteratura nepalese.

### Figli
La principessa ebbe due figlie:
- Girvani Rajya Lakshmi Devi Rana (nata il 22 gennaio 1998 in Katmandu).[3]
- Surangana Rajya Lakshmi Devi Rana (nata il 2 ottobre 2000 in Thapatali, Katmandu).[3]

### Morte
Morì con sua madre, suo padre, suo fratello Nirajan e altri parenti, nel massacro reale del 1º giugno 2001 per mano del fratello Dipendra. La sua morte fu causata dal dissanguamento dopo lo sparo.

## Genealogia
|                                                                       |                                                                   |                                                                      | Genitori                                                       |  |  | Nonni |  |  | Bisnonni                                    |  |  | Trisnonni                                 |  |
|                                                                       |                                                                   |                                                                      |                                                                |  |  |       |  |  | Tribhuvan Bir Bikram Shah Dev, re del Nepal |  |  | Prithvi Bir Bikram Shah Dev, re del Nepal |  |
|                                                                       |                                                                   |                                                                      |                                                                |  |  |       |  |  | Tribhuvan Bir Bikram Shah Dev, re del Nepal |  |  | Prithvi Bir Bikram Shah Dev, re del Nepal |  |
|                                                                       |                                                                   | Divyeshwari Rajya Lakshmi Devi                                       |                                                                |  |  |       |  |  | Tribhuvan Bir Bikram Shah Dev, re del Nepal |  |  |                                           |  |
| Mahendra Bir Bikram Shah Dev, re del Nepal                            |                                                                   |                                                                      |                                                                |  |  |       |  |  | Tribhuvan Bir Bikram Shah Dev, re del Nepal |  |  |                                           |  |
|                                                                       |                                                                   | Kanti Rajya Lakshmi Devi                                             | Arjan Singh Sahib, Raja di Chhatara, Barhgaon e Oudh           |  |  |       |  |  |                                             |  |  |                                           |  |
|                                                                       |                                                                   | Kanti Rajya Lakshmi Devi                                             | Arjan Singh Sahib, Raja di Chhatara, Barhgaon e Oudh           |  |  |       |  |  |                                             |  |  |                                           |  |
|                                                                       |                                                                   | Kanti Rajya Lakshmi Devi                                             | Krishnavati Devi Sahiba                                        |  |  |       |  |  |                                             |  |  |                                           |  |
| Birendra Bir Bikram Shah Dev, re del Nepal                            |                                                                   | Kanti Rajya Lakshmi Devi                                             |                                                                |  |  |       |  |  |                                             |  |  |                                           |  |
|                                                                       |                                                                   | Generale Hari Shamsher Jang Bahadur Rana, Maharajkumar               | Juddha Shamsher Jang Bahadur Rana, Maragià di Lambjang e Kaski |  |  |       |  |  |                                             |  |  |                                           |  |
|                                                                       |                                                                   | Generale Hari Shamsher Jang Bahadur Rana, Maharajkumar               | Juddha Shamsher Jang Bahadur Rana, Maragià di Lambjang e Kaski |  |  |       |  |  |                                             |  |  |                                           |  |
|                                                                       |                                                                   | Generale Hari Shamsher Jang Bahadur Rana, Maharajkumar               | Jetha Bada Maharani Padma Kumari Devi                          |  |  |       |  |  |                                             |  |  |                                           |  |
| Indra Rajya Lakshmi Devi                                              |                                                                   | Generale Hari Shamsher Jang Bahadur Rana, Maharajkumar               |                                                                |  |  |       |  |  |                                             |  |  |                                           |  |
|                                                                       |                                                                   | Megha Kumari Rajya Lakshmi, sorella del colonnello Mohan Bikram Shah | N. Bikram Shah                                                 |  |  |       |  |  |                                             |  |  |                                           |  |
|                                                                       |                                                                   | Megha Kumari Rajya Lakshmi, sorella del colonnello Mohan Bikram Shah | N. Bikram Shah                                                 |  |  |       |  |  |                                             |  |  |                                           |  |
|                                                                       |                                                                   | Megha Kumari Rajya Lakshmi, sorella del colonnello Mohan Bikram Shah | …                                                              |  |  |       |  |  |                                             |  |  |                                           |  |
| Shruti Rajya Lakshmi Devi Shah                                        |                                                                   | Megha Kumari Rajya Lakshmi, sorella del colonnello Mohan Bikram Shah |                                                                |  |  |       |  |  |                                             |  |  |                                           |  |
|                                                                       | Comandante generale Agni Shamsher Jang Bahadur Rana, Maharajkumar | Juddha Shamsher Jang Bahadur Rana, Maragià di Lambjang e Kaski *     |                                                                |  |  |       |  |  |                                             |  |  |                                           |  |
|                                                                       | Comandante generale Agni Shamsher Jang Bahadur Rana, Maharajkumar | Juddha Shamsher Jang Bahadur Rana, Maragià di Lambjang e Kaski *     |                                                                |  |  |       |  |  |                                             |  |  |                                           |  |
|                                                                       | Comandante generale Agni Shamsher Jang Bahadur Rana, Maharajkumar | Jetha Bada Maharani Padma Kumari Devi *                              |                                                                |  |  |       |  |  |                                             |  |  |                                           |  |
| Luogotenente-generale Kendra Shamsher Jang Bahadur Rana               | Comandante generale Agni Shamsher Jang Bahadur Rana, Maharajkumar |                                                                      |                                                                |  |  |       |  |  |                                             |  |  |                                           |  |
|                                                                       |                                                                   | …                                                                    | …                                                              |  |  |       |  |  |                                             |  |  |                                           |  |
|                                                                       |                                                                   | …                                                                    | …                                                              |  |  |       |  |  |                                             |  |  |                                           |  |
|                                                                       |                                                                   | …                                                                    | …                                                              |  |  |       |  |  |                                             |  |  |                                           |  |
| Aishwarya Rajya Lakshmi Devi                                          |                                                                   | …                                                                    |                                                                |  |  |       |  |  |                                             |  |  |                                           |  |
|                                                                       |                                                                   | N. Bikram Shah                                                       | N . Bikram Shah                                                |  |  |       |  |  |                                             |  |  |                                           |  |
|                                                                       |                                                                   | N. Bikram Shah                                                       | N . Bikram Shah                                                |  |  |       |  |  |                                             |  |  |                                           |  |
|                                                                       |                                                                   | N. Bikram Shah                                                       | …                                                              |  |  |       |  |  |                                             |  |  |                                           |  |
| Shree Rajya Lakshmi Devi, di un ramo collaterale degli Shah del Nepal |                                                                   | N. Bikram Shah                                                       |                                                                |  |  |       |  |  |                                             |  |  |                                           |  |
|                                                                       |                                                                   | …                                                                    | …                                                              |  |  |       |  |  |                                             |  |  |                                           |  |
|                                                                       |                                                                   | …                                                                    | …                                                              |  |  |       |  |  |                                             |  |  |                                           |  |
|                                                                       |                                                                   | …                                                                    | …                                                              |  |  |       |  |  |                                             |  |  |                                           |  |
|                                                                       |                                                                   | …                                                                    |                                                                |  |  |       |  |  |                                             |  |  |                                           |  |